# Probsteierhagen
Probsteierhagen – gmina w Niemczech, w kraju związkowym Szlezwik-Holsztyn, w powiecie Plön, wchodzi w skład Związku Gmin Probstei.

## Współpraca
- Dabel, Meklemburgia-Pomorze Przednie